# The Cherokee Kid
The Cherokee Kid è un film per la televisione del 1996 diretto da Paris Barclay.
È una commedia western statunitense con Sinbad, James Coburn, Burt Reynolds, Gregory Hines, A Martinez e Ernie Hudson.

## Produzione
Il film, diretto da Paris Barclay su una sceneggiatura di Tim Kazurinsky e Denise DeClue, fu prodotto da Robin Forman per la Afros & Bellbottoms Productions, la Home Box Office (HBO) e la Spring Creek Productions e girato nei Warner Brothers Burbank Studios a Burbank in California.

## Distribuzione
Il film fu trasmesso negli Stati Uniti il 14 dicembre 1996  sulla rete televisiva HBO. È stato poi distribuito per l'home video negli Stati Uniti dalla Home Box Office Home Video.
Altre distribuzioni:
- negli Stati Uniti il 14 dicembre 1996
- in Finlandia il 6 maggio 1998 (home video)
- in Austria il 20 aprile 2000
- in Germania il 17 gennaio 2001 (Cherokee Kid - Der Racheengel)
- in Ungheria (A cherokee kölyök)

## Promozione
Le tagline sono:
- "He followed no rules. He lived by no laws. He had no clue.".
- "In The Old West, You Had To Be Real Hard, Real Tough, Or A Little Crazy... He Was All Three.".